# St. Georg (Wehringen)

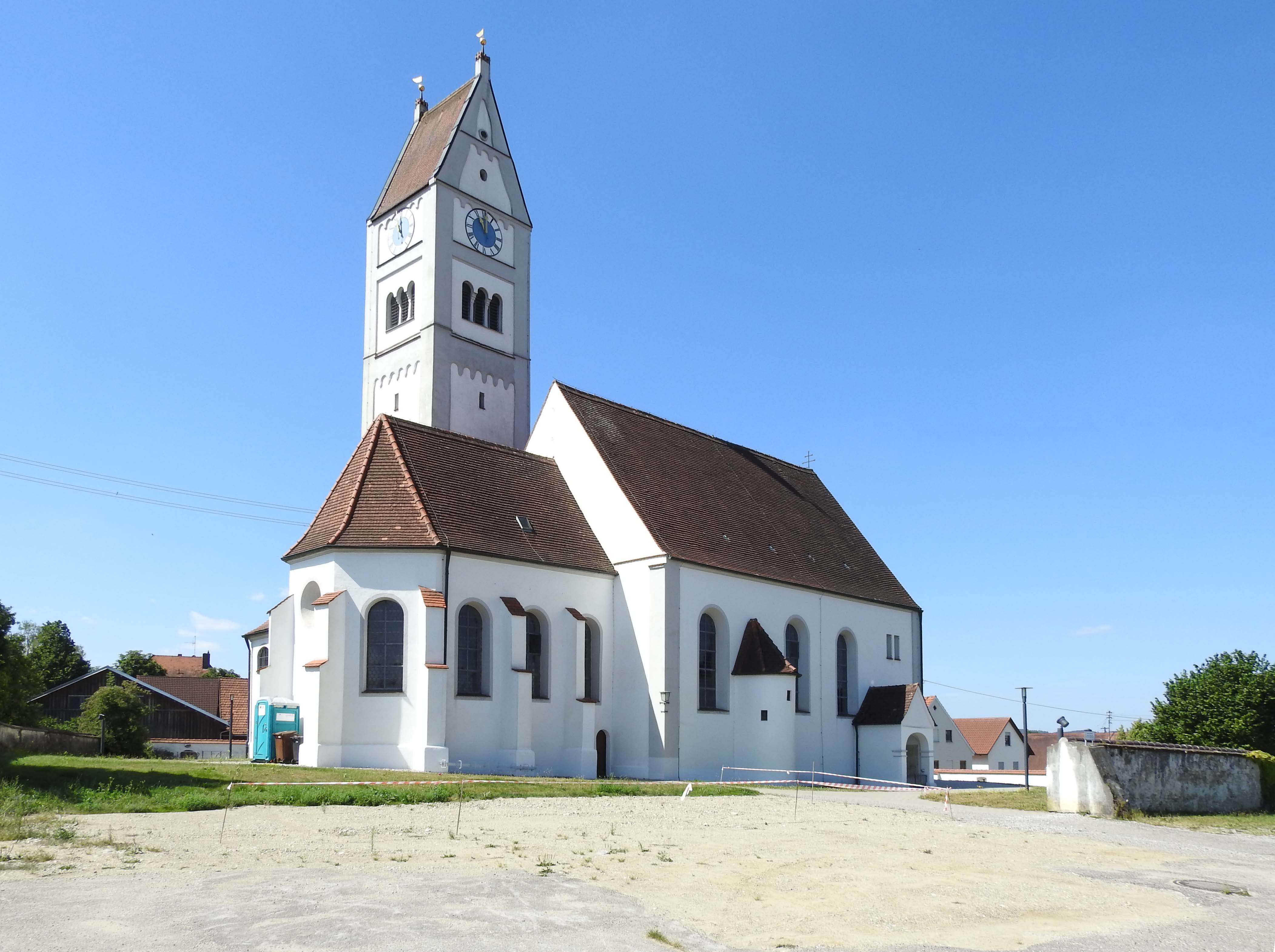
St. Georg in Wehringen

Die römisch-katholische Pfarrkirche St. Georg steht in Wehringen, einer Gemeinde im schwäbischen Landkreis Augsburg von Bayern. Das Bauwerk ist in der Liste der Baudenkmäler in Wehringen als Baudenkmal unter der Nr. D-7-72-215-3 eingetragen. Die Pfarrei gehört zum Dekanat Schwabmünchen des Bistums Augsburg.

## Beschreibung
Das Langhaus und der eingezogene, dreiseitig geschlossene, von Strebepfeilern gestützte Chor der Saalkirche wurden im Kern um 1400 errichtet. Die beiden unteren Geschosse des Chorflankenturms an der Südwand des Chors stammen aus dem 11. Jahrhundert. Er wurde 1541 mit zwei Geschossen aufgestockt. Das untere beherbergt hinter den als Triforien gestalteten Klangarkaden den Glockenstuhl, das obere die Turmuhr. Bedeckt wurde er quer mit einem Satteldach. Der Innenraum des Langhauses ist mit einer Flachdecke überspannt, der des Chors mit einem Stichkappengewölbe. Der um 1747 eingefügte Stuck wird Ignaz Finsterwalder zugeschrieben. Gleichzeitig wurden von Johann Heel die Fresken eingebaut. Am Chorbogen befindet sich in einer Kartusche das Wappen des Augsburger Fürstbischofs Joseph Ignaz Philipp von Hessen-Darmstadt. Der Hochaltar wurde 1747 aufgestellt. Über den seitlichen Durchgängen befinden sich die Statuen des heiligen Sebastian und des Florian von Lorch. Die Seitenaltäre wurden 1754/55 von Peter Heel gebaut.